# Shenzhou 5
Shenzhou 5 (en chino tradicional, 神舟五號; en chino simplificado, 神舟五号; pinyin, shénzhōu wǔ hào) fue la primera misión tripulada al espacio enviada por la República Popular China, que despegó el 15 de octubre de 2003, llevando a bordo al primer taikonauta, Yang Liwei.

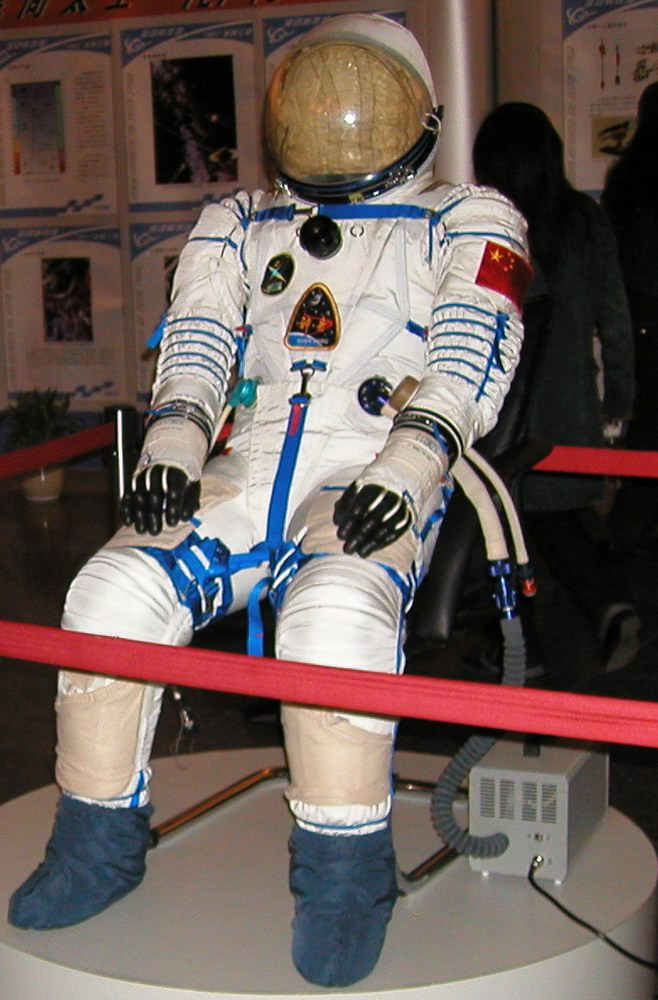
traje utilizado en la misión.

La misión del Shenzhou 5 fue puesta en el espacio por el cohete Larga Marcha 2F. Desde el año 1999, China logró completar cuatro misiones no tripuladas de la serie Shenzhou, y con esta misión, China se volvió la tercera nación en mandar humanos al cosmos.